# Валтер X фон Барби
Валтер X фон Барби (на немски: Walther X Graf von Barby; † между 1312/1316 или 19 септември 1313) от рода на господарите на Арнщайн е граф на Барби на Елба.
Той е вторият син на граф Буркард II (I) фон Арнщайн-Барби († 1271) и съпругата му София фон Волденбург († 1276), (незаконна) дъщеря на граф Хайнрих I фон Волденберг-Харцбург, наричан фон Хаген († 1251) и София фон Хаген († 1251/1261). Внук е на граф Валтер IV фон Арнщайн († сл. 1259) и Луитгард фон Кверфурт-Магдебург († 1263), дъщеря на Гебхард IV фон Кверфурт, бургграф фон Магдебург († 1216) и графиня Луитгард фон Насау († 1222).
Брат е на граф Буркард IV фон Барби (1271 – 1308) и Хайнрих I фон Барби, епископ на Бранденбург († 1338/1351), и първи братовчед на Хайнрих фон Волденберг, епископ на Хилдесхайм († 1318).

## Фамилия
Валтер X фон Барби се жени 1303 г. 1303 г. в Кобург за Елизабет фон Хенеберг (* ок. 1291; † сл. 1307), дъщеря на граф Хайнрих IV фон Хенеберг († 1317) и Кунигунда фон Вертхайм († 1331).
 Те нямат деца.